# Basapur, Mundargi
Basapur là một làng thuộc tehsil Mundargi, huyện Gadag, bang Karnataka, Ấn Độ.